# Touima
Touima är en ort i Marocko, en förort till Nador. Den ligger i provinsen Nador och regionen Oriental, 400 km öster om huvudstaden Rabat. Vid folkräkningen 2004 räknades orten som stad i landskommunen Bouarg och hade då 6 909 invånare.